# Gunung Paling
Gunung Paling är ett berg i Indonesien.   Det ligger i provinsen Aceh, i den västra delen av landet, 1 700 km nordväst om huvudstaden Jakarta. Toppen på Gunung Paling är 1 271 meter över havet, eller 929 meter över den omgivande terrängen. Bredden vid basen är 26,0 km.
Terrängen runt Gunung Paling är huvudsakligen kuperad. Runt Gunung Paling är det mycket glesbefolkat, med 7 invånare per kvadratkilometer. I omgivningarna runt Gunung Paling växer i huvudsak städsegrön lövskog.